# قسم كيش الريفي (مقاطعة بندر لنجة)
قسم کیش الريفي (بالفارسية: دهستان کیش) هي منطقة ريفية تقع في إيران في بلدة كيش. يقدر عدد سكانها بـ 79 نسمة .